# Charles VI effrayé dans la forêt du Mans
Charles VI effrayé dans la forêt du Mans est une fonte en bronze conservée au Musée des Augustins de Toulouse d'après la sculpture  d'Antoine-Louis Barye. Le modèle original réalisé en 1833 connaît un vif succès au Salon de cette année-là. Cette œuvre fait partie du début de la carrière de l'artiste, plus particulièrement connu pour ses sculptures animalières. Il s'attache ici à un thème médiéval cher au Romantisme, mouvement artistique du début du XIXe siècle auquel Antoine-Louis Barye, par sa production sculpturale, a largement contribué.

## Historique de l'œuvre
En 1986, l’œuvre est achetée par le musée, Denis Milhau en est alors le conservateur. Elle provient d'une collection régionale en Armagnac.
L'historique de ce bronze est inconnue. Il est l'un des trois tirages identifiés à ce jour du modèle en plâtre patiné bronze et cire du Musée du Louvre sculpté pour Marie d'Orléans en 1833. Ce dernier a été acheté par A. Jacquemart à la vente Barye de 1876. Édité par Ferdinand Barbedienne en 1893, il est acheté par Jacques Zoubaloff et est donné au musée du Louvre en 1914. La pièce du Musée des Augustins est une fonte posthume datée après 1893.

## Description
La sculpture représente Charles VI de France sur son cheval, vêtu d'un surcot. Il a les bras levés et l'expression de son visage révèle la surprise et la terreur. Le cheval se cabre, tentant de se dégager de l'emprise du vieil homme vautré par terre qui tient fermement sa bride.
La scène représentée est bien connue de l'histoire médiévale : celle de la crise de démence de Charles VI en la forêt du Mans. La scène se passe en août 1392. Alors que le roi chevauche dans la forêt, un mendiant surgit et empoigne brutalement la bride de son cheval en hurlant des imprécations. Cette apparition terrifiante est suivie par une scène tragique puisqu'en sortant du bois, le roi est pris d'une crise de folie et tue quatre de ses hommes.
L'ensemble porte également la signature de l'artiste et l'année de la réalisation.

## Contextes
Antoine-Louis Barye présente cette sculpture au Salon de 1833, majeur pour la sculpture romantique française. Barye y présente aussi Charles VII le Victorieux, portrait équestre qui se trouve aujourd'hui au Musée des beaux-arts de Bordeaux.

## Analyse

### Choix du sujet
Le choix de Barye du personnage de Charles VI de France s'est sûrement fait au regard de la mise en scène réalisée par Delaville en 1826 à Paris dans sa pièce Charles VI, dans laquelle François-Joseph Talma jouait le rôle-titre.

### Réalisation de l’œuvre
Barye utilise la technique de la fonte en bronze à la cire perdue.

### Esthétique
Les romantiques étaient particulièrement sensibles aux thèmes du Moyen Âge et de ses légendes et à celui de la folie. Charles VI est donc une figure qui a été largement représentée par ce courant (Charles VI et Odette de Champdivers, Delacroix, 1825-26). Les « chevauchées fantastiques » connurent un succès thématique chez les romantiques autour de 1820-1930 à travers les personnages comme Charles VI ou Mazeppa (Vernet, Scheffer, Géricault, Delacroix, Boulanger en peinture ; Liszt en musique ; Hugo (Les Orientales, 1829) et Byron en littérature).

### Choix de représentation
Malgré le titre de l’œuvre qui centre le sujet sur le roi, c'est essentiellement la folie de Charles VI que Barye veut montrer. Il donne également la part belle à la représentation du cheval ce qui prouve, dès le début de sa carrière, son intérêt pour les thèmes animaliers qu'il va développer par la suite.

## Réception
L’œuvre connaît un vif succès au Salon de 1833. L'écrivain et critique d'art, Théophile Gautier, dans son Salon de 1833 est moins enthousiaste et après un éloge de son œuvre Le Lion au Serpent, il écrit :
« Dans son Charles VI, M. Barye a moins réussi selon nous : d’abord il y a deux hommes ; M. Barye ne les fait pas mieux que les autres sculpteurs : ils ne sont que bien ; le cheval est mieux ; pour tout autre, il serait excellent. M. Barye nous donne le droit d’être difficile avec lui ; le cheval, comme l’homme, est une étude particulière qui exige du temps : au prochain Salon, si M. Barye ne s’occupe que de chevaux pendant l’intervalle, nous ne doutons pas qu’il ne devienne aussi supérieur pour cela que pour le reste. »

## Pour aller plus loin